# Wędliny

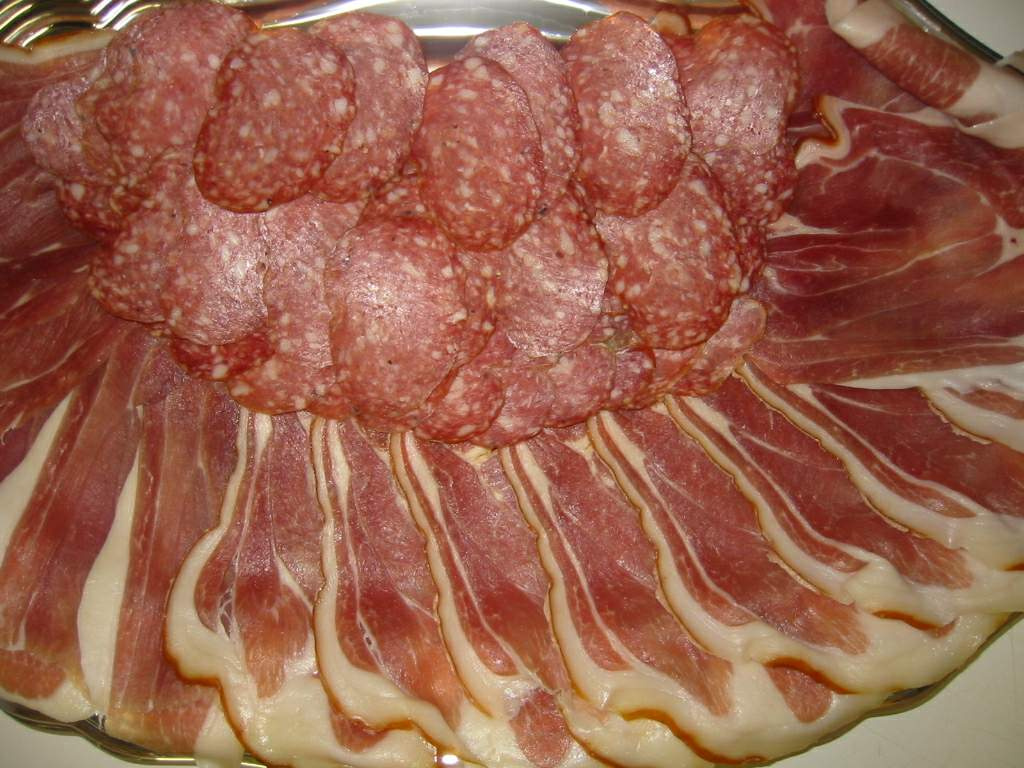
Wędlina i wędzonka

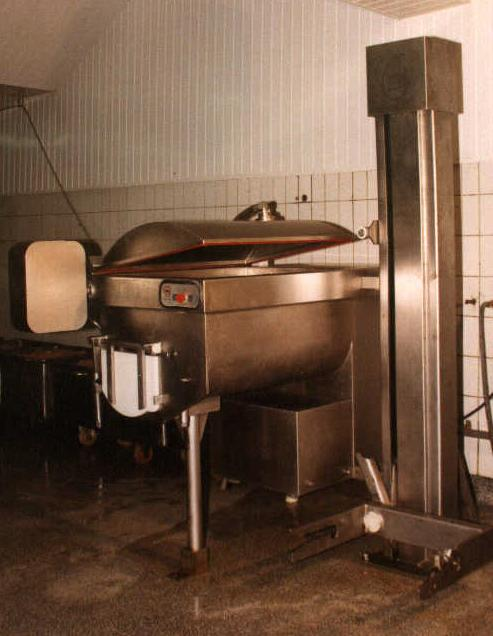
Mieszalnica do wędlin

Wędliny – wyroby mięsne, wyrób z rozdrobnionego, przyprawionego mięsa, zwykle wędzony i peklowany w naturalnej lub sztucznej osłonce. 
Wędzonkami są przetwory mięsne wykonane z jednego  peklowanego kawałka mięsa (szynka, baleron, boczek, polędwica). W produkcji wędlin i wędzonek stosuje się naturalne oraz sztuczne dodatki uszlachetniające.
Wędliny i wędzonki dzielą się na:
- trwałe, które mogą być przechowywane do 6 miesięcy: wędzonki mocno wędzone, suche kiełbasy, kiełbasy surowe „typu salami”;
- półtrwałe (średnio rozdrobione), przechowywane do 1 miesiąca w temperaturze 4-6 °C: wędzonki słabo wędzone;
- nietrwałe (drobno rozdrobnione), przechowywane w temperaturze 6 °C do kilku dni, zawartość wody może dochodzić w nich do 45%: parówki, wyroby wysoko wydajne.

Do wyrobów wędlin stosuje się odpowiednie surowce: mięso wieprzowe, mięso wołowe, przyprawy, dodatki funkcjonalne, w tym białko sojowe, karagen, błonniki i mieszanki peklujące. Najpierw przeprowadza się peklowanie, następnie rozdrabnianie mięsa w wilku i kutrze, potem mieszanie wędlin: napełnianie osłonek, osadzanie i wędzenie.
Do wyrobu wędlin mięso rozdrobnione na wilku oraz farsz z kutra jest łączony w mieszałce. Podczas mieszania uzyskuje się masę mięsną, jednolitą pod względem spójności, koloru, smaku. Wędliny bez farszu z kutra przygotowywane są wyłączne na mieszałce. Łączą się tu mięso rozdrobnione na wilku, przyprawy oraz wodę.